# Surrealistic Pillow
Surrealistic Pillow je druhé studiové album skupiny Jefferson Airplane, vydané v roce 1967. Album produkoval Rick Jarrard. Na albu se, mimo Jefferson Airplane, podílel také frontman skupiny Grateful Dead Jerry Garcia. V roce 2003 jej časopis Rolling Stone zařadil na 146. pozici v žebříčku 500 nejlepších alb všech dob.

## Seznam skladeb
| Strana 1 | Strana 1           | Strana 1        | Strana 1 |
| Pořadí   | Název              | Autor           | Délka    |
| -------- | ------------------ | --------------- | -------- |
| 1.       | She Has Funny Cars | Kaukonen, Balin | 3:14     |
| 2.       | Somebody to Love   | D. Slick        | 3:00     |
| 3.       | My Best Friend     | Spence          | 3:04     |
| 4.       | Today              | Balin, Kantner  | 3:03     |
| 5.       | Comin' Back to Me  | Balin           | 5:23     |

| Strana 2       | Strana 2                    | Strana 2       | Strana 2 |
| Pořadí         | Název                       | Autor          | Délka    |
| -------------- | --------------------------- | -------------- | -------- |
| 1.             | 3/5 of a Mile in 10 Seconds | Balin          | 3:45     |
| 2.             | D.C.B.A. -25                | Kantner        | 2:39     |
| 3.             | How Do You Feel             | Mastin         | 3:34     |
| 4.             | Embryonic Journey           | Kaukonen       | 1:55     |
| 5.             | White Rabbit                | G. Slick       | 2:32     |
| 6.             | Plastic Fantastic Lover     | Balin          | 2:39     |
| Celková délka: | Celková délka:              | Celková délka: | 34:48    |

## Sestava
- Marty Balin – zpěv, kytara
- Grace Slick – zpěv, piáno, varhany, zobcová flétna
- Paul Kantner – rytmická kytara, zpěv
- Jorma Kaukonen – sólová kytara, zpěv
- Jack Casady – basová kytara, rytmická kytara
- Spencer Dryden – bicí, perkuse
- Jerry Garcia – kytara